# Camponotus mathildeae
Camponotus mathildeae é uma espécie de inseto do gênero Camponotus, pertencente à família Formicidae.